# Henryk Jóźwiak (żołnierz AK)
Henryk Jóźwiak ps. Groźny (ur. ?, zm. 1 grudnia 1946 pod wsią Golonka koło Gąbina) – żołnierz Armii Krajowej, oficer Ruchu Oporu Armii Krajowej, podporucznik, prawdopodobny dowódca Obwodu ROAK „Rybitwa”.

## Życiorys
Był żołnierzem Armii Krajowej na Lubelszczyźnie. Po wkroczeniu Armii Czerwonej na tereny Mazowsza pozostał w konspiracji, został członkiem sztabu wojewódzkiego ROAK. Prowadził działalność wywiadowczą w strukturach UB i MO powiatu gostynińskiego. W grudniu 1945 roku wydał rozkaz Władysławowi Dubielakowi „Myśliwemu”, aby ten ponownie powołał swoich podkomendnych „do walki o wolność Ojczyzny”. W 1946 roku był członkiem sztabu Obwodu ROAK „Rybitwa”, prawdopodobnie nim dowodził.
Po jednej z akcji oddziału Władysława Dubielaka grupa jego podkomendnych została aresztowana przez UB. Aresztowani zostali osadzeni w areszcie PUBP w Gostyninie. Henryk Jóźwiak podjął decyzję o ich odbiciu. Poległ 1 grudnia 1946 roku w drodze na miejsce akcji w walce z grupą operacyjną UB pod wsią Golonka nieopodal Gąbina.